# Muamalat
Muamalat betyder "sociala och politiska transaktioner" på arabiska och utgör en underavdelning av den islamiska lagen, sharia.
Mu`amalat står för samhällsnyttan, vilket är motivet bakom Guds lag. Det gäller mellanmänskliga förhållanden såsom samhällsfunktioner som lagar och politik. Mu`amalat handlar om samhälleliga frågor som till exempel brott, straff och giftermål. Eftersom samhällen inte är statiska utan föränderliga kan även lagreglerna ändras eftersom de inte anses vara evigt giltiga anger Knut S. Vikør i Mellom Gud og Stat (2003). Men reglerna innefattar även hur muslimer skall förhålla sig till omvärlden.